# Angoual Toudou (Douméga)
Angoual Toudou (auch: Toudou) ist ein Dorf in der Landgemeinde Douméga in Niger.

## Geographie
Das von einem traditionellen Ortsvorsteher (chef traditionnel) geleitete Dorf liegt am Rand des Trockentals Dallol Maouri und exakt am 13. nördlichen Breitengrad. Es befindet sich rund drei Kilometer nordwestlich des Hauptorts Douméga der gleichnamigen Landgemeinde, die zum Departement Tibiri in der Region Dosso gehört. Zu weiteren Siedlungen in der Umgebung von Angoual Toudou zählen Zoumbou im Nordwesten und Zaziatou im Norden.
Angoual Toudou ist Teil der Übergangszone zwischen Sahel und Sudan. Die durchschnittliche jährliche Niederschlagsmenge beträgt hier zwischen 500 und 600 mm.

## Geschichte
Der staatliche Stromversorger NIGELEC elektrifizierte das Dorf im Jahr 2018.

## Bevölkerung
Bei der Volkszählung 2012 hatte Angoual Toudou 1142 Einwohner, die in 133 Haushalten lebten. Bei der Volkszählung 2001 betrug die Einwohnerzahl 1188 in 151 Haushalten und bei der Volkszählung 1988 belief sich die Einwohnerzahl auf 792 in 89 Haushalten.

## Wirtschaft und Infrastruktur
Es gibt eine Schule im Dorf. Im Ort ist ein Behandlungsraum des Gesundheitszentrums von Douméga vorhanden. Durch Angoual Toudou führt die 29 Kilometer lange Landstraße RR3-011 zwischen dem Gemeindehauptort Douméga und dem Dorf Angoual Marafa.